# Friedrich Wilhelm Konow

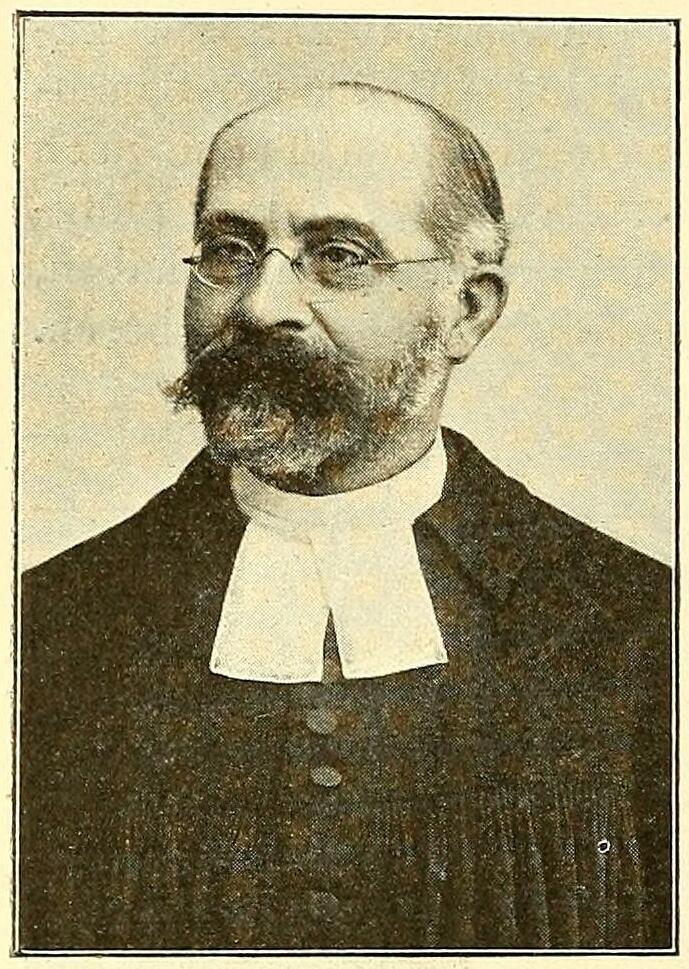
Friedrich Wilhelm Konow

Friedrich Wilhelm Konow (* 11. Juli 1842 in Mechow; † 18. März 1908 in  Teschendorf) war ein deutscher Entomologe und Pfarrer.
Konow ging auf die Landschule seines Vaters in Mechow und Fürstenhagen und ab 1857 auf die Realschule und danach auf das Gymnasium Carolinum in Neustrelitz. Ab 1865 studierte er Theologie in Rostock und Erlangen und war danach Hauslehrer in Oyle bei Nienburg/Weser, Prädikant in Damshagen, Gülz bei Boizenburg/Elbe und Tessin (bei Rostock) und danach Lehrer an der Bürger-Mädchenschule in Schwerin und ab 1873 an der Realschule in Schönberg (Mecklenburg). 1878 wurde er ordiniert und  wurde Pfarrer in Fürstenberg/Havel und ab 1892 in Teschendorf (Burg Stargard). 
Er spezialisierte sich als Entomologe auf Echte Blattwespen (Tenthredinidae) und andere Pflanzenwespen und Holzwespen (früher zu Chalastrogastra zusammengefasst).
Ab 1901 gab er die Zeitschrift für systematische Hymenopterologie und Dipterologie heraus. Von ihm stammen zahlreiche Veröffentlichungen meist zur Systematik.
Er sammelte Insekten außer Schmetterlinge, vor allem aber Hautflügler. Seine Sammlung ist im Deutschen Entomologischen Institut, dem Zoologischen Museum Hamburg und dem Naturkundemuseum Berlin. 1901 wurde er Mitglied des Vereins für schlesische Insektenkunde.

## Schriften
- Familie Tenthredinidae, in Wytsman (Hrsg.), Genera Insectorum (Fascicle 29), 1905
- Systematische Zusammenstellung der bisher bekannt gewordenen Chalastogastra (Hymenopterorum Subordo tertius). Band 1: Lydidae und Syridicae, Band 2: Cimbicinae und Arginae bis einschließlich der Gattung Arge (weitere Bände sind nicht erschienen), Teschendorf, Neubrandenburg 1901